# Арривабене, Джованни
Джованни Арривабене (итал. Giovanni Arrivabene; 1787—1881) — итальянский экономист и государственный деятель, сенатор, автор ряда трудов по политэкономии.

## Биография
Джованни Арривабене родился в городе Мантуе 24 июня 1787 года.
В 1820 году по обвинению в участии в заговоре карбонариев был арестован и заключен в тюрьму государственных преступников на острове Мурано, близ Венеции. Спустя семь месяцев был освобожден за отсутствием улик.
После освобождения из под стражи Джованни Арривабене отправился в Швейцарию, затем во Францию, а оттуда в Англию. Между тем в 1824 году австрийское приговорило его заочно к смертной казни, секвестровав предварительно его имения. В столице Британской империи Джованни Арривабене серьёзно занялся политической экономией. Плодом этих занятий явилось сочинение «Beneficenza della città di Londra» (2 тома, Лондон и Лугано, 1828—32).
Затем Джованни Арривабене переселился в Бельгию, где пробыл до 1859 года. Здесь он был одним из организаторов брюссельского политико-экономического конгресса в 1846 году и находился также в числе учредителей Бельгийского экономического общества, а впоследствии стал его председателем. Вернувшись в 1860 году в Италию, он был назначен сенатором.
На родине он также стал во главе Итальянского политико-экономического общества во Флоренции и оказал этим весьма благотворное влияние ход хозяйственных реформ в Италии.
Последние годы жизни провёл в своём родном городе, где и скончался 12 января 1881 года.
Он оставил после себя ряд трудов по политэкономии, а также перевёл на итальянский язык работу Джона Стюарта Милля «Principles of political economy».

## Награды

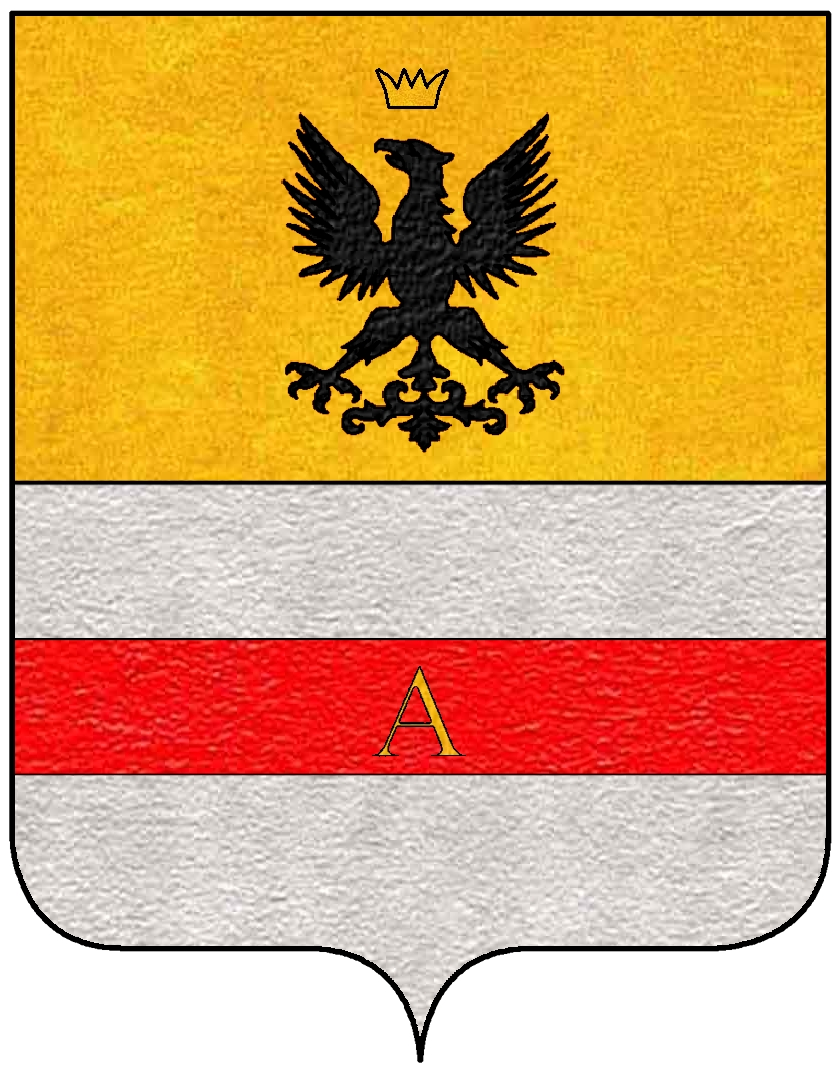
Герб рода Арривабене

- Кавалер Большого креста ордена Святых Маврикия и Лазаря (9 мая 1866 года)
- Кавалер Большого креста ордена Короны Италии (1875 год)
- Кавалер Савойского гражданского ордена (1879 год)
- Великий офицер ордена Святых Маврикия и Лазаря (18 декабря 1862 года)
- Великий офицер Орден Короны Италии (22 апреля 1868 года)